# Elymnias exclusa
Elymnias exclusa är en fjärilsart som beskrevs av De Nicéville 1898. Elymnias exclusa ingår i släktet Elymnias och familjen praktfjärilar. Inga underarter finns listade i Catalogue of Life.